# Wジュリエット
『Wジュリエット』（ダブルジュリエット）と続編『WジュリエットII』（ダブルジュリエットツー）は、絵夢羅による日本の漫画作品。

## 概要
1997年11月15日号から2002年24号及び「Wジュリエット－SUMMER DAYS－」掲載の2003年3号まで『花とゆめステップ』および『花とゆめ』（ともに白泉社）にて連載され、単行本は同社の花とゆめコミックスから全14巻が刊行された。その後、白泉社文庫から文庫本全7巻が刊行された。
2004年8月1日号からは、前作のラストで高校卒業して1年後に入籍した三浦糸と成田真が劇団"雅"に所属して役者を目指す続編『WジュリエットII』が『ザ花とゆめ』（同）、『別冊花とゆめ』（同）で不定期連載された。その後『LINEマンガ』にて2019年7月20日より連載中。単行本は「花とゆめコミックス」より刊行され、2022年12月の時点で既刊13巻。

## あらすじ
鳴海西高からの美人転入生と騒がれる「天野真琴」が部員数の伸び悩みで廃部に追い込まれる寸前の演劇部に入部! 2年の女子部長でもある女らしさのかけらも無い三浦糸は自身とは正反対の女らしい同性の部員ということもあり、意気投合して真琴と仲良しになる。しかし、ふとしたアクシデントから、真が事情により性別を偽っていることを知ってしまう。役者になるという夢を叶えるために女装をしていることを聞き、彼の夢に協力したいと思った糸は秘密を守ることにする。真琴が実は男であるという秘密を守り通すため、2人は協力して様々な困難に立ち向かってゆく。入籍してからは真が所属するプロダクションの結婚は困るという方針に従い、夫婦であることを隠して他人を装っていたが、はずみで真のプロダクションと対立する芸能事務所と契約した糸が芸能界入りすることに。

## 登場人物
※声の記述は、ドラマCD版

### 主要人物
三浦糸（みうら いと）
声 - 高山みなみ
身長：175cm→177cm、靴：26cm、握力：50kg→60kg。血液型：B型、誕生日：7月23日、星座：獅子座。
主人公で男勝りの女子高生。湘南の共学校「桜ヶ丘高校」に通っている。スカートが嫌いなため、男子制服を着て通学しており、教師にたびたび注意を受けている。名前は「繊細で美しく、何かを作り出す力」に因んで付けられた。真には「糸さん」と呼ばれる。空手道場の娘。髪の長さはショートだったが、ボサボサはそのままにセミロングになった。演劇部の先輩である時や、同級生の坂本等に執着されて迷惑するが、無意識に自身で粉をかけて誘い込んでしまう。真の夢に協力する内に自身でも"役者になりたい"という同じ夢を抱くようになるが、不覚悟で逃避しがちで時の先輩・一条に中途半端だと軽蔑された。彼が戻る前に真の叱咤により持ち直す。逃避癖はその後も度々首をもたげる。終盤、三浦家・成田家双方の祝福の元に自身の誕生日に入籍した。Y駅徒歩15分、海まで20分、劇団まで10分、ペットOK、日当たり良好、庭付き一戸建ての元はピアノ教室だった貸家を父・悟郎とは違う形で反対していた弟・竜良と双児の兄にプレゼントされて住んでいる。
続編『WジュリエットII』では21歳。寝ぼけて目覚まし時計を破壊しまくっており、スマホに変えても瞬時に破壊するだけだと真に反対された。映画『グランドサン』で光向亜沙妃（こうが あさひ）役で恋人・如月朔夜（きさらぎ さくや）役の真と共演した。新婚2年目の或る夜、酔った勢いで夫の所属する白鳥プロダクションと犬猿の仲である芸能事務所"シャインズ"と契約を交わしてしまう。幸い良いマネージャーと同じ事務所の友人が出来た。事務所設定では趣味はスイーツとネイルアートと盛りメイク、見た目はスーパーモデルの毒舌女子で、中身は最強の男前で乙女な一面というキャラであり、将来の夢は世界女王・ハーフの子供を産んでキラキラネームをつけることということになっている。
成田真（なりた まこと）
声 - 高乃麗
身長：172cm→175cm→183cm、体重：54kg、血液型：AB型、誕生日：9月18日、星座：乙女座。
役者になるために"有名な進学校「鳴海西高」から転入した女子生徒・天野真琴（あまのまこと）"として演劇部に入部し、糸の協力を得て高校生活を過ごす少年。実家は中国拳法の道場。4人姉弟の末っ子。糸には「まこ」と呼ばれる。日本人の祖父と英国人の祖母のクォーターであるため、母方からの隔世遺伝で姉弟の中で唯一、地毛が金髪。父親の好物だったという理由でプリンも茶碗蒸しも卒倒するほど嫌いになった。但し、糸の作ったプリンだけは美味しいと喜んで食べる。文武両道であり、梢に手を出したと勘違いされた竜良に襲い掛かった道場の弟子を瞬殺した。
続編では、大手芸能事務所"白鳥プロダクション"所属の若手実力派俳優「天野マコト」として活躍中。事務所設定では姉は1人だけ。当初、酔っ払って契約してしまった糸を真っ黒な微笑を浮かべ、お仕置きしようとした。糸を含めて管理しようと企む自身のプロダクションの黒田専務の陰謀で睡眠を3時間にされてしまうが、目を開けたまま誰にも不審を抱かれないよう睡眠を取ったり、盗撮をカメラ目線で受け流したりと人間離れしたテクニックで躱す。
一慶（いっけい）
糸と真が飼っている愛犬。糸はライバルで、真がご主人様。実は、23年前に駆け落ち結婚した悟郎と皐月が可愛がっていた同名の犬の名を付けた。寂しくて糸と真の同棲に反対していた竜良が同じ理由で拗ねていた男の子の家で生まれた仔犬を貰ったのが、この一慶2号である。

### 演劇部の生徒、OB、OG
片岡伸子（かたおか のぶこ）
声 - 豊嶋真千子
糸の親友。卒業式の日、真に彼をモデルにした小説執筆の許可を得て『Wジュリエット』を書いてベストセラー小説家に。操央とは恋人同士。身長152cmで時の好みの範囲からは外れているが、条件なしで惹かれた彼と相思相愛になった。普段は大人しいが、決して怒らせてはいけない人間の1人。与四郎の自分勝手な言葉に激怒し、ブリザードの嵐を彼にぶつけた。
市川美咲（いちかわ みさき）
声 - 雪乃五月
糸の親友。与四郎とは恋人同士。はっきりとした性格。
尾崎与四郎（おざき よしろう）
声 - 私市淳
糸の親友。美咲の彼氏。優柔不断な性格。
時操央（とき みさお）
声 - 千葉一伸
身長：190cm、体重：82kg、血液型：O型、誕生日：11月16日、星座：蠍座。
演劇部のOBで女好き。糸には「時ちゃん」と呼ばれる。身長190cm。周囲には"歩く破壊兵器"と評され、伸子との関係は謎だと囁かれている。伸子と恋仲になる前は、170cm以上の長身の少女に言い寄り強引に彼女にしようとしていた。糸もその1人。つぐみや坂本と組んで糸を我が物にしようと、その過程だけ協力し合った。しかし、文化祭で校内に潜伏していた銀行強盗犯3人組に誘拐された伸子を救った際、お互いに惹かれ合うようになった。糸が評して曰く「ポメラニアンに頭の上がらないライオン」。
野村つぐみ（のむら つぐみ）
声 - 水谷優子
身長：155cm、体重：47kg、血液型：B型、誕生日：6月23日、星座：蟹座。
演劇部のOG。NOMURA家具の社長令嬢で、3年のワガママ娘。糸に好意を持っており、執拗に追い回す。危険な発明が得意。インテリア・コーディネーターになるのが夢。

### 三浦家
三浦皐月（みうら さつき）
糸の母親。物語開始時点で既に故人。糸が幼い時に交通事故に遭い死亡。旧姓は「相葉（あいば）」。父親を失い母親に捨てられ三浦家に引き取られたが、三浦一族に蔑まれ悟郎との結婚に猛反対されたため、駆け落ちするしかなかった。
三浦悟郎（みうら ごろう）
声 - 中博史
糸の父親。妻と娘を熱愛する熱血漢。空手道場の主。クリスティーナが妊娠した際、孫娘が産まれるようにと念を送った。成田家の人々との対面では当初険悪だったが、プリンで真の父と意気投合して以降、ネット仲間になり「プリン同盟」を結成してブログにスイーツの感想を投稿している。胸の部分に「妻命」や「娘」という文字を白抜きしたTシャツを着ている。
三浦竜矢（みうら りゅうや）
声 - 神奈延年
身長：188cm、体重：78kg、血液型：A型、誕生日：2月12日、星座：水瓶座。
三浦家の長男。アメリカ人の恋人クリスティーナと交際し、結婚する。強度のシスコンで親バカである。真琴が実は「成田真」という少年で糸の恋人だと知った際、最初に暴走した。
三浦悠斗（みうら ゆうと）
声 - 千葉進歩
身長：188cm、体重：78kg、血液型：A型、誕生日：2月12日、星座：水瓶座。
三浦家の次男。竜矢とは一卵性双生児。三浦家の中では常識的な人物。常にクールで冷静に物事を判断する。茜と交際し、後に結婚する。母の死を経て愛する人を失った時の痛みを恐れるあまり、他者と深くかかわらないようにしていたが、茜と出会って少しずつ自身を変えてゆく努力をしている。ある意味、一番冷静に客観的に糸と彼女を巡る騒動を見極めている。
三浦竜良（みうら たつよし）
声 - 野島健児
身長：172cm、体重：56kg、血液型：B型、誕生日：8月3日、星座：獅子座。
三浦家三男。糸の弟。四人兄弟の使い走り的存在。交際はすんなり認めたが、糸と真が同棲のための住居を探していることを知ってショックを受け、父親にそのことを告げたり、アパートの契約書を奪ったりした。しかし、同じ理由で拗ねる男の子と出会い、姉と真を祝福することにした。
三浦なつき（みうら なつき）
竜矢とクリスティーナの娘。
三浦光子（みうら みつこ）
声 - 堀絢子
三浦家本家の主。悟郎の母親。表向きは節子と同類のように振る舞うが、裏では皐月を逃がして悟郎と添い遂げさせた優しい女性である。
三浦節子（みうら せつこ）
声 - 鶴ひろみ
悟郎の妹で、糸達の叔母。兄とは対照的に、とても冷淡な性格。兄と皐月の仲を引き裂こうとした。
三浦巴（みうら ともえ）
声 - 川上とも子
節子の息子で、糸達の従姉弟。三浦家本家の跡取り。自分は女だと主張する。
三浦梢（みうら こずえ）
声 - 佐藤朱
巴の姉で、糸達の従姉弟。病弱な女性。後に、三浦家本家の跡取りとなる。

### 成田家
成田真澄（なりた ますみ）
真の父親。非常に厳格な性格。プリンが大好物。中国拳法の道場の主。桜の駆け落ちが原因で暫らくは残った子供達を監禁して学校にも行かせないという仕打ちをした。真が女子生徒として演じ切ることが出来れば道場を継がなくても良いという条件を出した。
成田理紗（なりた りさ）
真の母親で、日本人の父と英国人の母との間に生を受けたハーフ。旧姓は「天野」。真の女装に対して理解を示し、協力的。お酒が大好き。歪んでしまった夫と理不尽に切れた長女の暴走に激怒し、瓶を2人の頭にぶつけるという過激極まりないお仕置きを加えた。成田家の陰の実力者。
杉山桜（すぎやま さくら）
身長：167cm、体重：52kg、血液型：B型、誕生日：8月28日、星座：乙女座。
成田家長女。画家の恋人・太樹と駆け落ちして結婚し杉山姓になった。美少女好き。旧姓：成田。自身だけの自由を手に入れて妹2人と弟・真に多大なる迷惑をかけた元凶。
成田椿（なりた つばき）
身長：166cm、体重：49kg、血液型：AB型、誕生日：7月20日、星座：蟹座。
成田家次女。教師。外見と内面の落差が大きい。美少年好きでブラコン。子供の頃の真琴に執着し、現在の真を見ていないと茜に指摘された。
成田茜（なりた あかね）
声 - 冬馬由美
身長：160cm、体重：45kg、血液型：A型、誕生日：5月31日、星座：双子座。
成田家三女。メイクアップアーティスト。三姉妹の中では最も常識的な人物。悠斗と交際し、後に結婚する。真の女装に対して理解を示し、協力的。体が温かくなると帯電しやすい体質。

### その他
飯塚隆世（いいづか たかよ）
身長：151cm、体重：38kg、血液型：A型、誕生日：3月28日、星座：牡羊座。
真の父親が勝手に決めた婚約者。真のことを慕っており、兄・隆士と一緒に糸や演劇部に嫌がらせを繰り返したが、糸と真の間には誰も入り込めないと悟り身を引いた。
一条敦（いちじょう あつし）
時の大学の先輩で現役大学生。若手No.1と称賛される舞台俳優で、子役の頃から高い評価を得ている。変態でホモだが、演劇に対する情熱と才能は本物であり、役者志望ではあるものの覚悟があやふやな糸を容赦なく糾弾した。
坂本豊（さかもと ゆたか）
修学旅行先の北海道で糸が粉をかけてしまった、元は他校である千葉の男子校のチャラ男で糸に言い寄るストーカー。しかし、マゾヒスティックなところがある。糸が無自覚で誘惑してしまったため、彼女のいる「桜ヶ丘高校」に転入して同じクラスになった。糸の双児の兄2人にも害虫と呼ばれ嫌われているが、ご都合主義の思考で糸にまとわりつく。女子生徒「天野真琴」として過ごしていた真が同性の男性だと気づかずに「天野マコト」と同じ読みの名前なのが許せないと喚き散らす。
クリスティーナ
愛称は「クリス」。竜矢の大学の後輩であり、婚約者。空手が大好きで、竜矢を「シショー」、悟郎を「ショーグン」、糸を「中佐」と呼ぶ。続編で竜矢と結婚し、娘のなつきを産んだ。事業に失敗した父ジョセフが占い師にインドに関連した仕事を勧められて成功したため、母メアリ共々に結婚相手はインド人でなければ結婚を認めないと竜矢との結婚に反対という有り様だったが、日本文化に洗脳されたことで祝福を受けた。
杉山太樹（すぎやま たいき）
真の長姉・桜の駆け落ち婚の夫。有名な風景画家。
杉山聡（すぎやま さとし）
桜と太樹の息子。
つばき
児童養護施設「緑の家　GREEN HOME」で3年前から生活する小学6年生の少女。オペラ歌手になるのが夢だが、施設の負担になるまいと夢を諦めて施設で働こうと自身の心を殺そうとしていた。口ずさんでいた「椿姫」の原題は直訳すると「道を踏み外した女」であり、音楽を求めようとする自身の心を戒める意味で歌っていたのだった。糸と真に出会い、2人だけの秘密である真が少年であることを知らされ、園長にも諭されて心に素直になってオペラ歌手を目指すことになる。
北川（きたがわ）
「緑の家」の園長。つばきに夢を諦めようとはせずに素直になるように告げ、中学校を卒業したら音楽学校に進学するよう勧めた。
甲斐承太郎（かい じょうたろう）
3校演劇部合同合宿の主催校・中央高校の演劇部の部長。糸の幼なじみ、周囲は自身を見ようとせず舞台監督の息子というアクセサリーを取沙汰し俳優として演劇界入りすると思いんでいたが、自身では裏方を志望していた。父親にきちんと告げ、正式にその道に進む。
甲斐城一郎（かい じょういちろう）
承太郎の父。舞台監督で、光演劇スクールの副会長。真の父とも知り合い。
男の子
前作の番外編で、竜良と同じ姉の結婚で置いていかれるような寂しさを味わい、嫌がらせで死のうとした。しかし、本気で死ぬつもりはなかったため、電車にひかれそうになって九死に一生を得た。
ジョセフ、メアリ
クリスティーナの両親。ジョセフは53歳、メアリが43歳。一度事業に失敗してどん底の生活だったが、占い師にインド関連の仕事を進められたら大当たり。それ以来、インドに染まり娘にもインド人のお見合い相手を押しつける有様だったが、紆余曲折の末に、クリスティーナと竜矢の結婚を認めるが、いつの間にか日本文化に染まっていた。
皆川（みながわ）
真の最初のマネージャー。プロダクションの一員である前に真が糸の夫であるという事実が認識できず、プロダクションの都合に反する妻である糸を疎み迷惑だと暴言を吐いたため、真の逆鱗に触れた。
佐藤（さとう）
糸の仮担当だった女性。
鈴木広（すずき ひろし）
糸のマネージャー。オカン属性。
栗山はやて（くりやま - ）
糸と同じ"シャインズ"に所属するCMの女王。本名は「栗山颯（くりやま はやて）」。22歳。糸と同類の中身の女性で、彼女が所属してすぐに意気投合して仲良しになった。女性らしい外見に反して男前であり、男性社会での武器としての女性としての付加価値を磨いている。小悪魔というより、魔女の如く恐ろしいまでの生命力を有している。コミックス第4巻に収録された「スターマイン」で、中身を理解する花火職人の幼馴染の男性がいる。身長：157cm。
京香（きょうか）
糸と同じ"シャインズ"に所属するダンスユニットの一員。普段はネガティブ思考で"ダメ男（お）好き"で搾取されやすい。身長：162cm。
月島夏生（つきしま なつき）
花火屋の次男。はやての幼馴染。23歳。
黒田（くろだ）
黒田監督
続編で糸と真が共演した映画で好評を博しドラマ化された『グランドサン』の監督。後に2人の生活を圧迫する専務とは単なる同姓か、それとも血縁関係にあるのかは不明。
黒田専務
続編で真の所属する白鳥プロダクションの専務。変人の娘・心愛を真のマネージャーにしたり、成田夫婦に種々雑多な嫌がらせを行う。
黒田心愛（くろだ ここあ）
黒田専務の娘。黒ずくめで、ベールで顔を覆っているので誰一人として素顔を知る者はいない。真の2人目のマネージャー。糸と同じ"シャインズ"に所属する京香とお互いに一目で同類だと悟り、言葉を交わさずして意気投合した。

## 用語
桜ヶ丘高校
糸の母校。神奈川県の海に近いE市にある共学校。
雅
糸と真が所属する劇団。
白鳥プロダクション
真をスカウトし、彼が所属する芸能事務所。真の結婚の事実をマイナス要因と看做して糸という妻の存在を疎み迫害したり、糸の所属する事務所が相手だと叩き潰そうと企む黒さがある。
シャインズ
糸が酔った勢いで契約してしまった芸能事務所。後日改めて説明を聞き、素面で正式に契約を交わした。

## 書誌情報
- 絵夢羅 『Wジュリエット』 白泉社 〈花とゆめCOMICS〉、全14巻[2]
  1. 1999年5月19日発売、ISBN 4-592-17341-4
  2. 1999年9月17日発売、ISBN 4-592-17342-2
  3. 1999年12月14日発売、ISBN 4-592-17343-0
  4. 2000年5月19日発売、ISBN 4-592-17344-9
  5. 2000年9月19日発売、ISBN 4-592-17345-7
  6. 2000年12月14日発売、ISBN 4-592-17346-5
  7. 2001年4月19日発売、ISBN 4-592-17347-3
  8. 2001年8月17日発売、ISBN 4-592-17348-1
  9. 2001年12月14日発売、ISBN 4-592-17349-X
  10. 2002年4月19日発売、ISBN 4-592-17350-3
  11. 2002年8月19日発売、ISBN 4-592-17287-6
  12. 2002年10月18日発 ISBN 4-592-17260-4
  13. 2003年1月17日発売、ISBN 4-592-17290-6
  14. 2003年3月19日発売、ISBN 4-592-17100-4
- 絵夢羅 『Wジュリエット』 白泉社 〈白泉社文庫〉、全7巻
  1. 2011年3月15日発売[3]、ISBN 978-4-592-88871-0
  2. 2011年3月15日発売[4]、ISBN 978-4-592-88872-7
  3. 2011年5月17日発売[5]、ISBN 978-4-592-88873-4
  4. 2011年5月17日発売[6]、ISBN 978-4-592-88874-1
  5. 2011年7月15日発売[7]、ISBN 978-4-592-88875-8
  6. 2011年7月15日発売[8]、ISBN 978-4-592-88876-5
  7. 2011年9月15日発売[9]、ISBN 978-4-592-88877-2
- 『Wジュリエット キャラクターブック』白泉社、2002年8月16日発売[2]、ISBN 4-592-73197-2
- 絵夢羅 『WジュリエットII』 白泉社 〈花とゆめCOMICS〉 、既刊16巻（2025年8月20日現在）[2]
  1. 2006年12月18日発売[10]、ISBN 4-592-18857-8
  2. 2008年3月19日発売[11]、ISBN 978-4-592-18861-2
  3. 2011年3月18日発売[12]、ISBN 978-4-592-18868-1
  4. 2015年2月20日発売[13]、ISBN 978-4-592-21444-1
  5. 2016年4月20日発売[14]、ISBN 978-4-592-21445-8
  6. 2016年9月20日発売[15][16]、ISBN 978-4-592-21446-5
  7. 2017年3月20日発売[17]、ISBN 978-4-592-21447-2
  8. 2018年4月20日発売[18]、ISBN 978-4-592-21448-9
  9. 2020年4月20日発売[19]、ISBN 978-4-592-21449-6
  10. 2020年6月19日発売[20]、ISBN 978-4-592-21450-2
  11. 2021年3月19日発売[21][22]、ISBN 978-4-592-22391-7
  12. 2021年12月20日発売[23]、ISBN 978-4-592-22392-4
  13. 2022年12月20日発売[24]、ISBN 978-4-592-22393-1
  14. 2023年8月18日発売[25]、ISBN 978-4-592-22394-8
  15. 2024年11月20日発売[26]、ISBN 978-4-592-22395-5
  16. 2025年8月20日発売[27]、ISBN 978-4-592-22544-7

## ドラマCD

### Wジュリエット オリジナルドラマCD （2000-2001 Happy CD Box）
『花とゆめ』の応募者全員プレゼントによって配布された非売品。語り部は川上とも子。

### Wジュリエット
マリン・エンタテインメントより2001年12月19日発売。
- 他 配役
  - 坂本豊：鳥海浩輔

### Wジュリエット stage II
マリン・エンタテインメントより2002年6月25日発売。
- 他 配役
  - 弟子：関根一則、大和武志